# ブラサック＝レ＝ミーヌ
ブラサック＝レ＝ミーヌ （Brassac-les-Mines）は、フランス、オーヴェルニュ＝ローヌ＝アルプ地域圏、ピュイ＝ド＝ドーム県のコミューン。

## 名称
コミューンの名がブラサック＝レ＝ミーヌとなったのは1886年からである。以前は単にブラサックであった。現在の名称は、1886年11月20日のコミューン議会で正式に決定したものである。副知事は、郵便局からの要請に応答するようコミューンの首長に依頼した。フランス国内に複数ある同名のコミューンへの誤配問題を避けるために、ブラサックは『郵便物に関心を持ってもらう観点から』ブラサック＝レ＝ミーヌに改名した。

## 地理
ブラサック＝レ＝ミーヌは県南部にあり、オート＝ロワール県のサント＝フロリーヌと接している。クレルモン＝フェランから50km離れており、イソワールとブリウドからは等しく約15km離れている。
コミューンはA75のシャルボニエ出口から近い。ブラサック＝レ＝ミーヌ-サント＝フロリーヌ駅には、TERオーヴェルニュの路線が通る。

## 由来
居住地の名前は9世紀にはBraciacusであったと認められている。これはガロ＝ローマ型のガリア語BRACIACUである。ガリア語起源のBrav-を基本として、ガリア語の接尾辞-aconがつき、ラテン語化して(i)-acumとなり、中世の公文書では(i)-acusとなった。ガリア語の男性名Bracusに由来するガロ＝ローマ語Braciusを参照することが可能である。

## 歴史

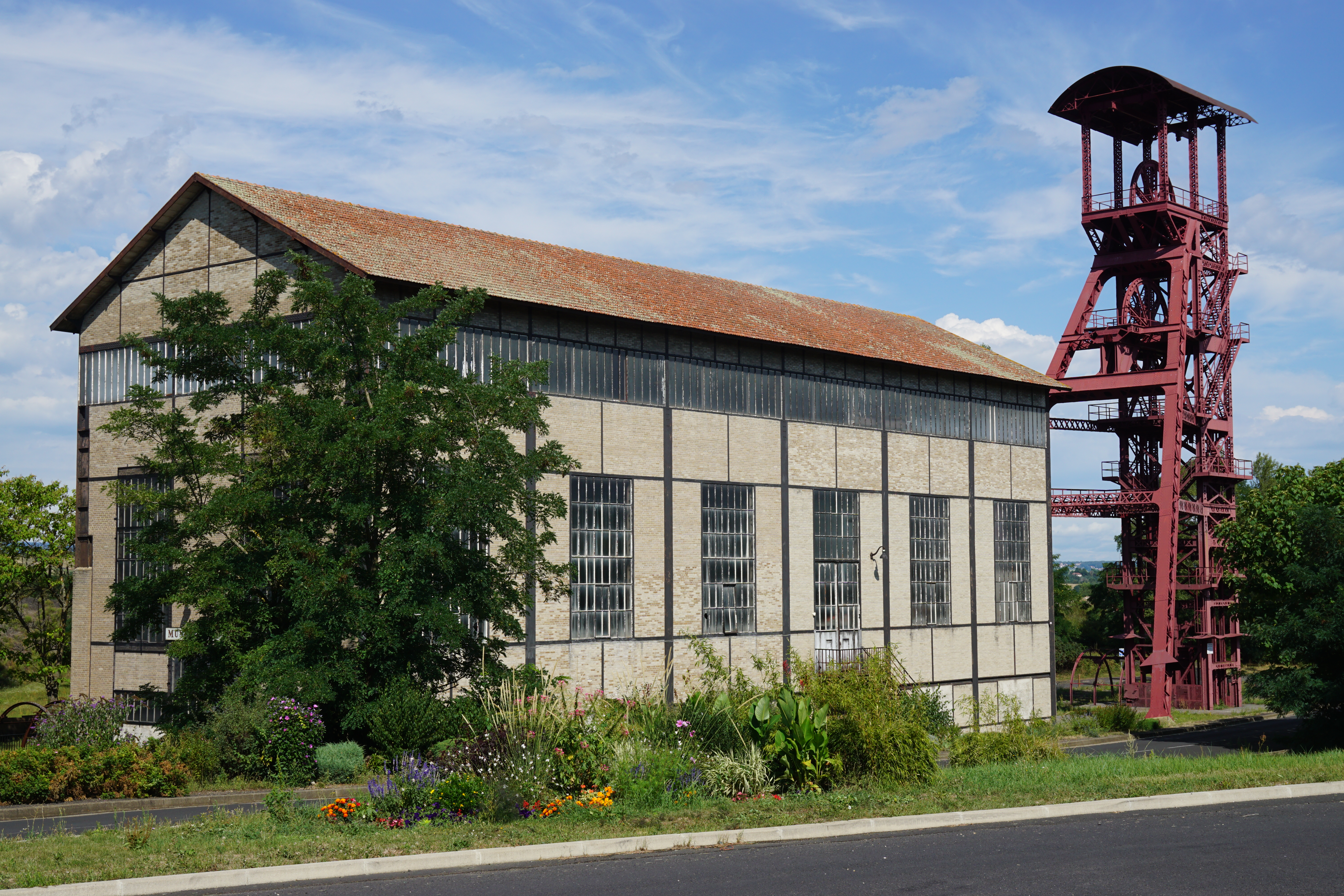
バイヤールのやぐら

バイヤールの井戸の上に設置された巻上げやぐらは、ブラサックの採掘の歴史を現している。17世紀から採掘が始まり、1978年に炭鉱は閉鎖された。バイヤールの巻き上げやぐらは最後までよく稼動した。石炭はアリエ川をボートで運ばれていった。1640年代にブリアーヌ運河が開き、アリエ川からセーヌ川へ接続され、パリへの輸送が可能になった。1855年から鉄道のイソワール路線が開通すると、石炭は列車で運搬された。鉱区内には20の巻き上げやぐらがあるが、保存されているのはバイヤールとラ・コンベルの2つだけである。

## 人口統計
| 1962年 | 1968年 | 1975年 | 1982年 | 1990年 | 1999年 | 2006年 | 2012年 |
| ------ | ------ | ------ | ------ | ------ | ------ | ------ | ------ |
| 3482   | 3685   | 4040   | 3883   | 3446   | 3249   | 3287   | 3300   |

source=1999年までLdh/EHESS/Cassini、2004年以降INSEE

## 姉妹都市
- ロラー、ドイツ
- チェンブラ、イタリア